# Jürgen Iversen
Jürgen Iversen (ur. 24 lutego 1921) – niemiecki oficer marynarki, Oberleutnant zur See, dowódca niemieckich okrętów podwodnych U-8 oraz U-1103.
Urodzony 24 lutego 1921 roku w Neuenbrook w Holsztynie, wstąpił do Kriegsmarine w październiku 1939 roku. Do października 1941 roku przechodził szkolenie oficerskie, po czym objął funkcję 2. oficera wachtowego na okręcie podwodnym U-355. W lipcu 1943 roku awansowany na stanowisko 1. oficera wachtowego na tym samym okręcie, po czym w grudniu 1943 roku przeszedł na stanowisko oficerskie w jednostce szkolnej 3. ULD, po czym w lutym 1944 roku przeszedł do jednostki treningowej 1. UAA.
Od marca do maja 1944 roku przechodził szkolenie dowódcze w zakresie pływania podwodnego w 27. Szkolnej Flotylli U-Bootów, po czym 13 maja 1944 roku objął samodzielne dowództwo U-8. Na tym okręcie nie przeprowadził żadnego patrolu bojowego, jednak 25 listopada tego samego roku objął dowodzenie U-1103, które sprawował do 25 lutego 1945 roku. Według niektórych źródeł, od lutego 1945 roku do kapitulacji Niemiec, pełnił funkcję dowódcy 6. Flotylli U-Bootów, co jednak budzi wątpliwości gdyż flotylla to została oficjalnie rozformowana w sierpniu 1944 roku w Saint-Nazaire. Dowodząc U-Bootami, nie zatopił żadnych jednostek przeciwnika.